# Maria Mena

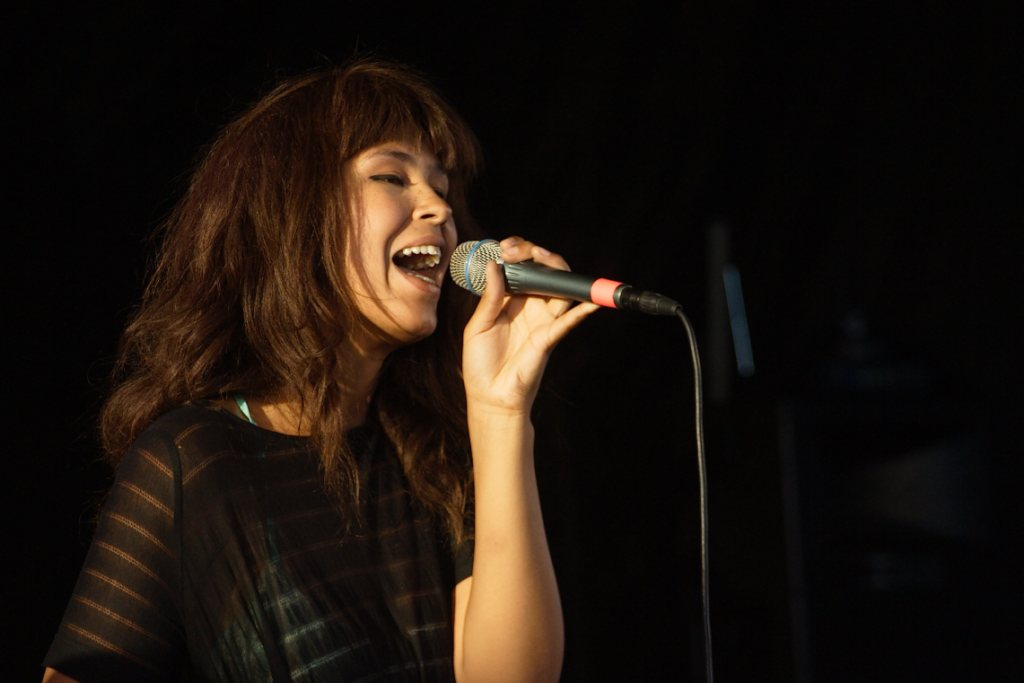
Maria Mena

Maria Viktoria Mena, née le 19 février 1986 à Oslo, est une chanteuse norvégienne de pop.

## Biographie
Maria Mena est née dans une famille artistique, sa mère est une dramaturge et son père est batteur. Maria et son frère, Tony, sont nommés d'après des personnages de West Side Story de Leonard Bernstein. Sa mère est norvégienne et son père est du Nicaragua (d'origine afro-nicaraguayenne).
Son père a joué dans plusieurs groupes à Oslo, qui a influencé Mena pour écrire et enregistrer sa propre musique. Lorsque Mena avait neuf ans, ses parents ont divorcé. Elle souffrait de dépression et a développé un trouble alimentaire.
Lorsque Maria avait 13 ans, elle a déménagé pour vivre avec son père. Elle a chanté et écrit les paroles comme une forme de thérapie. «My Lullaby», une chanson du journal de Mena, exprime sa douleur du divorce de ses parents. Après avoir travaillé avec son père pour faire une démo, elle a contacté des connaissances dans l'industrie de la musique pour enregistrer la démo et la présenter à plusieurs maisons de disques. Maria Mena a ensuite signé chez Sony Music.
En 2002, elle sort son premier single "Fragile" en Norvège, mais il perce lentement. «My Lullaby» a été publié comme le second single et la chanson a atteint # 5 sur le Singles Chart norvégien. Elle a été diffusée sur NRK P1, P3, P4, Radio 1 et Radio Oslo. La jeune chanteuse a rapidement gagné les fans et elle rapidement a obtenu un disque de platine. Après le succès de "My Lullaby", elle sort son premier album qui a atteint # 6 en Norvège.
Le 20 juillet 2004, Mena a fait une apparition sur le Late Show avec David Letterman pour promouvoir son premier album international, White Turns Blue, qui a débuté à la première position sur le Billboard Top Heatseekers une semaine plus tard et au n° 102 du Billboard 200. Elle a fait une percée dans les palmarès dans le monde entier cette année avec "You're the Only One". Le deuxième single de deux albums était "Just a Little Bit", a été un flop commercial, ne parvenant pas à percer.
En 2005 a vu la sortie du Apparently Unaffected en Norvège et dans plusieurs autres pays européens, emmené par "Miss You Love", et "Just Hold Me". Succès significatif en Norvège, l'album lui a valu trois nominations Spellemann, meilleure artiste féminine, Meilleur Hit, et Best Music Video.
En 2011, Mena a enregistré sa version de «Mitt Lille Land» (mon petit pays) par Ole Paus dans le cadre d'un projet par la chaîne de télévision TV2 Norvège. Le 23 juillet, le jour après les attentats terroristes en Norvège et après des demandes de son public norvégien, Marie a téléchargé sa version de la chanson sur le site de streaming SoundCloud. Il est rapidement devenu un hymne à la mémoire des victimes des attentats.

## Discographie

### Albums
| Années | Album                                           | Position | Position   | Position      | Position       | Position  | Position | Position | Position | Récompenses                                                                                           |
| Années | Album                                           | Norvège  | MegaCharts | Billboard 200 | US Heatseekers | Allemagne | Pologne  | Suisse   | Autriche | Récompenses                                                                                           |
| ------ | ----------------------------------------------- | -------- | ---------- | ------------- | -------------- | --------- | -------- | -------- | -------- | --- |
| 2002   | Another Phase - Sortie: 22 avril 2002           | 6        | —          | —             | —              | —         | —        | —        | —        | - Norvège: Platine (30 000+)                                                                          |
| 2004   | Mellow - Sortie: 1er mars 2004                  | 7        | —          | —             | —              | —         | —        | —        | —        | - Norvège: Or (20 000+)                                                                               |
| 2004   | White Turns Blue - Sortie: 20 juillet 2004      | —        | —          | 102           | 1              | —         | —        | —        | —        | |
| 2005   | Apparently Unaffected - Sortie: 4 novembre 2005 | 6        | 11         | —             | —              | 22        | —        | 56       | 40       | - Allemagne: Or (100 000+) - Pays-Bas : Platine (50 000+) - Norvège : Platine (30 000+)               |
| 2008   | Cause and Effect - Sortie: 5 septembre 2008     | 4        | 8          | —             | —              | 20        | 43       | 13       | 23       | - Allemagne: Or (100 000+) - Pays-Bas : Or (25 000+) - Norvège : Or (23 000+) - Suisse : Or (15 000+) |
| 2011   | Viktoria - Sortie: 23 septembre 2011            | 2        | 17         | —             | —              | 18        | —        | 13       | 29       | - Norvège : Or (23 000+)                                                                              |
| 2013   | Weapon in mind Sortie 23 septembre 2013         | 1        |            |               |                | 59        |          | 30       |          | |
| 2015   | Growing Pains                                   |          |            |               |                |           |          |          |          | |